# Indijski pokret za nezavisnost
Indijski pokret za nezavisnost bio je niz povijesnih događaja s krajnjim ciljem okončanja britanske vladavine u Indiji, također poznatoj kao Britanska Indija. Trajao je do 1947. godine.
Prvi nacionalistički revolucionarni pokret za indijsku nezavisnost pojavio se u Bengalu. Kasnije se ukorijenio u novoosnovanom Indijskom nacionalnom kongresu s istaknutim umjerenim vođama koji su tražili pravo da se pojave na ispitima za državnu službu Indije u Britanskoj Indiji, kao i više ekonomskih prava za domorodce. U prvoj polovici 20. stoljeća došlo je do radikalnijeg pristupa samoupravi.
Faze borbe za nezavisnost u 1920-ima bile su obilježene vodstvom Mahatme Gandhija i usvajanjem Gandhijeve politike nenasilja i građanskog neposluha od strane Kongresa. Neki od vodećih sljedbenika Gandhijeve ideologije bili su: Jawaharlal Nehru, Subhas Chandra Bose, Vallabhbhai Patel, Abdul Ghaffar Khan, Maulana Azad i drugi. Intelektualci kao što su: Rabindranath Tagore, Subramania Bharati i Bankim Chandra Chattopadhyay širili su domoljubnu svijest. Ženske vođe poput: Sarojini Naidu, Vijaya Lakshmi Pandit, Pritilata Waddedar i Kasturba Gandhi promicale su emancipaciju indijskih žena i njihovo sudjelovanje u borbi za slobodu.
Malo je vođa slijedilo nasilniji pristup, koji je postao osobito popularan nakon Rowlattova zakona, koji je dopuštao pritvor na neodređeno vrijeme. Zakon je izazvao prosvjede diljem Indije, posebice u pokrajini Pendžab, gdje su bili nasilno ugušeni u masakru u Jallianwala Baghu.
Indijski pokret za nezavisnost bio je u stalnoj ideološkoj evoluciji. U biti antikolonijalni, bio je dopunjen vizijama neovisnog, gospodarskog razvoja sa sekularnom, demokratskom, republikanskom i građansko-slobodarskom političkom strukturom. Nakon 1930-ih pokret je poprimio snažnu socijalističku orijentaciju. Kulminirao je Indijskim zakonom o neovisnosti iz 1947., koji je okončao vrhovnu krunu i podijelio Britansku Indiju na Dominion Indije i Dominion Pakistan.
Indija je ostala krunski dominion do 26. siječnja 1950., kada je Ustavom Indije uspostavljena Republika Indija. Pakistan je ostao dominion do 1956. kada je usvojio svoj prvi ustav. Godine 1971. Istočni Pakistan je proglasio vlastitu neovisnost pod nazivom Bangladeš.